# Ратез (Горж)
Ратез (рум. Rătez) насеље је у Румунији у округу Горж у општини Годинешти. Oпштина се налази на надморској висини од 230 m.

## Становништво
Према подацима из 2002. године у насељу је живело 111 становника, од којих су сви румунске националности.